# Sassetot-le-Malgardé
Sassetot-le-Malgardé ist eine französische Gemeinde mit 105 Einwohnern (Stand: 1. Januar 2022) im Département Seine-Maritime in der Region Normandie (vor 2016 Haute-Normandie). Sie gehört zum Arrondissement Dieppe und zum Kanton Luneray (bis 2015 Kanton Bacqueville-en-Caux). Die Einwohner werden Sassetotais genannt.

## Geographie
Sassetot-le-Malgardé liegt etwa 33 Kilometer südwestlich von Dieppe. Umgeben wird Sassetot-le-Malgardé von den Nachbargemeinden Tocqueville-en-Caux im Norden, Biville-la-Rivière im Osten, Saâne-Saint-Just im Südosten, Gonnetot im Süden sowie Bretteville-Saint-Laurent im Westen und Südwesten.

## Bevölkerungsentwicklung
| Jahr                      | 1962 | 1968 | 1975 | 1982 | 1990 | 1999 | 2006 | 2013 |
| Einwohner                 | 181  | 152  | 105  | 98   | 100  | 84   | 86   | 109  |
| Quelle: Cassini und INSEE |      |      |      |      |      |      |      |      |

## Sehenswürdigkeiten
- Kirche Saint-Vaast aus dem 12. Jahrhundert